# Limnonectes ferneri
Limnonectes ferneri é uma espécie de anfíbio anuros da família Dicroglossidae. Está presente nas Filipinas. A UICN classificou-a como pouco preocupante.